# Serhij Panasenko
Serhij Ołeksandrowycz Panasenko, ukr. Сергій Олександрович Панасенко (ur. 9 marca 1992 w Dniepropetrowsku) – ukraiński piłkarz, grający na pozycji pomocnika.

## Kariera piłkarska

### Kariera klubowa
Wychowanek klubu Inter Dniepropetrowsk, barwy którego bronił w juniorskich mistrzostwach Ukrainy (DJuFL). 23 marca 2010 rozpoczął karierę piłkarską w młodzieżówce Krywbasie Krzywy Róg. Latem 2010 został zaproszony do Dnipra Dniepropetrowsk, ale grał w drugiej drużynie. Latem 2012 został piłkarzem klubu Hirnyk-Sport Komsomolsk. Podczas przerwy zimowej sezonu 2012/13 przeszedł do Sławutycza Czerkasy. 10 stycznia 2014 podpisał kontrakt z Heliosem Charków. W lipcu 2016 przeniósł się do Inhulca Petrowe, w którym grał do końca roku. 13 marca 2017 wrócił do Hirnyka-Sport Komsomolsk. 28 czerwca 2018 zmienił klub na SK Dnipro-1. 2 czerwca 2019 opuścił klub z Dnipra.

### Kariera reprezentacyjna
W 2013 i 2015 występował w turniejach finałowych Letniej Uniwersjady.

## Sukcesy i odznaczenia

### Sukcesy reprezentacyjne
Ukraina studencka
- 6.miejsce na Letniej Uniwersjadzie: 2013

### Sukcesy klubowe
SK Dnipro-1
- mistrz Ukraińskiej Pierwszej Ligi: 2018/19